# Якимченко, Александр Георгиевич
Алекса́ндр Гео́ргиевич Яки́мченко (9 (21) апреля 1878 года, Нежин, Черниговская губерния (ныне Черниговская область, Украина) — 20 февраля 1929 года, Москва) — художник, график, книжный иллюстратор, дизайнер интерьеров, театральный художник. Автор пейзажей Замоскворечья, старинных уголков Бретани и Брюгге. Создатель дизайна казначейского билета 1924 года достоинством один рубль.

## Биография
Родился 9 (21) апреля 1878 года в городе Нежине Черниговской губернии в семье мещанина Георгия Ивановича Якимченко. Мать — француженка-гувернантка, родом из провинции Бретань, обучала местных девочек французскому языку и музыке (игре на фортепиано). В записях училища Нежинского женского монастыря за 1876 год о ней говорится так: «Обучением музыки занималась…с 1869 г. по настоящее время Якимович». Вскоре его семья перебралась в Москву. Известно, что в 1883 году у Г. И. Якимченко уже была здесь галстучная мастерская. По некоторым данным отец ослеп и мать после несчастья, случившегося с супругом, как можно предположить, взяла управление ею на себя. По другим данным она работала в перчаточной мастерской.
В сентябре 1896 года поступил в Строгановское центральное художественно-промышленное училище, которое закончил в 1900 году. В дипломе, кроме прочего, были отмечены его успехи в рисовании цветов и орнаментов, а также в составлении рисунков в «применении к промышленности» После этого в качестве одного из лучших учеников, А. Г. Якимченко получил «заграничную поездку» во Францию. Учился у художников Луи-Огюста Жирардо (Louis-Auguste Girardot) и Рене Ксавье Прине, выставлял свои работы в Салоне Марсова поля. В ателье Елизаветы Кругликовой на улице Буассонад, 17, в районе Монпарнаса учился мастерству гравюры. Здесь проводились не только занятия, но и устраивались литературные чтения и концерты, в которых принимали участие К. Д. Бальмонт, В. Я. Брюсов, Н. С. Гумилёв, Н. М. Минский. В Париже он познакомился с поэтом и художником Максимилианом Волошиным. В 1902 году Якимченко напишет его портрет в красном берете, ныне находящийся в Доме-музее М. А. Волошина в Коктебеле.
В 1903 году бедствовал и покинул Париж на деньги, собранные русскими художниками. Вернувшись в Москву, работал над оформлением журналов «Весы» (например, полностью иллюстрировал № 7, 1905) и «Искусство», книг, занимался дизайном интерьеров (например, оформил интерьеры квартиры Веры Фирсановой в Неглинном проезде в 1907 году).
В 1911—1912 годах Якимченко вместе с Е.Е. и Н. Е. Лансере оформлял декорации к спектаклям в театре Миниатюр (Арцыбушевой).
Перед началом Первой мировой войны в 1912—1913 годах Якимченко ещё раз побывал во Франции и Бельгии, которые впоследствии часто рисовал, создав целую серию офортов-воспоминаний о своих зарубежных поездках. Превосходный рисовальщик-реалист, видящий своеобразие архитектурных форм и всего, что связано с западной культурой, Якимченко прекрасно владеет акварелью и цветными карандашами, разрабатывая мотивы Брюгге (Бельгия) и Бретани (Франция), многие из которых были для него потом темами гравюр.
В 1913—1914 годах был принят в члены-художники Московского общества любителей художеств (МОЛХ).
В 1913—1915 годах участвовал в выставках художественного объединения «Мир искусства».
В 1915 году избран членом Московского товарищества художников.
В 1916 году был призван на военную службу; работал на снарядном заводе «Земгор» в Подольске.
После октября 1917 года Якимченко зарабатывал на жизнь, расписывая агитпоезда и участвуя в украшении города к праздникам. Художник М. А. Добров так характеризовал его: «он был представителем художника-производственника, овладевшего нужными знаниями и спокойно и твердо применявшего их на деле».
В 1918 вошел в состав Профессионального союза художников-живописцев Москвы.
В период с 1918 по 1922 год работал преподавателем графики в Мастерских художественно-печатного дела (быв. Сытинской школы).
В 1918—1919 годах снова побывал в Брюгге (Бельгия) и в провинции Бретань (Франция), создав целый бретонский цикл.
В 1921 году Якимченко поступил в качестве художника на Московскую печатную фабрику Гознака, где и работал до конца жизни. За годы работы он создал множество проектов бумажных денег и других бумаг. Среди них — казначейский билет 1924 года достоинством один рубль. Кроме этого, художник создавал обложки для календарей и эскизы почтовых марок; принимал активное участие в разработке герба СССР.
Также в 1921 году создал серии кубистических гравюр на линолеуме «Труд» и «Город» (тираж 25 экз, в папке, 10 листов иллюстраций + 1 лист с указанием тиража), «которые сразу обращают внимание художественного мира на ту форму, идею, экспрессию, какие выявлены художником-гравером в ряде гравюр. Вся динамика жизни большого фабрично-заводского города проходит перед нами в тонкой передаче талантливого мастера. В игре черных и белых пятен гравер передает то палящее солнце, которое отбрасывает тени от строений и массы людей, снующих по улицам современного каменного мешка, то далекие перспективы убегающих домов и бульваров, то уличные сцены, где острота линий и форм особенно резко подчеркнута живописцем-гравером. Якимченко в искусстве является представителем нового города фабрики с его царством машин и своеобразной механизацией жизни. Мертвая природа как бы приобретает динамичность в линогравюрах Якимченко, тесно внедряется в живую материю, охватывает её и создает в ней статику жизни („У аптеки“, „Метель“, из серии „Город“). Но „кубистическое“ направление в творчестве художника-гравера вскоре сменяется „неореалистическим“, и угловатые линии прежних гравюр уступают место мягким волнующим линиям и игре колорита. В серии „Труд“ художник дает нам не только прекрасное отображение труда в искусстве („Завод“, „Смена“), но и ряд технических завоеваний, в особенности там, где он проявляет разрешение пространства и высоты („Под’ем балки“, „Постройка моста“)».
Умер 20 февраля 1929 года в Москве. В этом же году в Доме печати (Москва, Никитский бульвар, дом 8-а) с 24 марта по 12 апреля состоялась первая посмертная персональная выставка художника. Вторая посмертная выставка прошла в Центральной научной библиотеке Всероссийского театрального общества в 1986 году.
Работы А. Г. Якимченко находятся в Третьяковской галерее, Государственном Русском музее, Государственном музее изобразительных искусств имени А. С. Пушкина, Доме-музее М. А. Волошина в Коктебеле, Вятском художественном музее имени В.М. и А. М. Васнецовых, Чувашском государственном художественном музее, Нежинском краеведческом музее, где ему посвящен отдельный зал (в 1991 году дочь художника подарила музею 75 работ отца) и др.

## Известные картины в музеях и на аукционах
Баржи на канале. 1914. Доска, масло. 33,2х47,2 см. (продана на аукционе Sothebys 20.11.2002, лот 71);
Схватка казаков с германской кавалерией. 1914. Известна по репродукции, выпущенной книготовариществом «Печатник» в 1914 году;
Гибель германского крейсера «Магдебург» у берегов России. Известна по репродукции, выпущенной книготовариществом «Печатник» в 1914 году;
Пейзаж с козами.1920. Холст, масло. 71,5х49,5 см. Вятский художественный музей имени В.М. и А. М. Васнецовых;
Сарай. 1920. Картон на холсте, масло. 56×67 см. Вятский художественный музей имени В.М. и А. М. Васнецовых;
Вечер. Картон, масло. 27х41 см. Иркутский областной художественный музей имени В. П. Сукачева.

## Участие в выставках[17]
- 12-я выставка МТХ (1905. Москва. «Осень», «Вечер»);
- 13-я выставка МТХ (1905. Москва. «Балкон», «Воспоминание о былом», «Весеннее солнышко», «Май»);
- Выставка акварелей, пастелей, темпер, рисунков (Москва. 1906. «Скалы», «Дорожка в парке», «Осенняя песнь», «Хмурый день», эскиз для ковра «Афродита»)[18];
- 14-я выставка МТХ (1907. Москва. «Осенние листья», «Пасмурный день», «Уснула»);
- Выставка картин «Мир искусства» (Январь-февраль 1913. Санкт-Петербург. «Рaris. Montmartre», рисунки «Бретонцы»);
- Выставка картин «Мир искусства» (Декабрь 1913. Москва. «Le Quai Vert», «Pont de Clefs», «Вход в бегинаж»);
- выставка картин и скульптуры «Художники Москвы — жертвам войны» (1914. Москва. «Вход в монастырь. Брюгге»,"Улица в Брюгге", «Канал в Брюгге», «Старый мост в Брюгге»);
- Выставка картин «Мир искусства» (1915. Москва. №324 «Брюгге» (акварель);[19]
- 21-я выставка МТХ (1915. Москва. «Вечер в Брюгге», «Монастырские домики в Брюгге»);
- 22-я выставка МТХ (Москва. 1916. «Графиня», «Цветущий сад»);
- 23-я выставка МТХ (Москва. 1917. «Воин», «Ночь», «Ферма в Шеврезе»);
- 24-я выставка МТХ (Москва. 1918. «Овражек», «Зимняя ночь в Бельгии»);
- 4-я выставка МХПСИ (1919. Москва. «Маленькая бухта (Бретань)», «Париж»,"Уголок Москвы", офорт «Брюгге»);
- 3-я выставка картин (1919. Рязань. «Мост св. Бонифация в Брюгге», «Весна», «Вечер на Пахре»);
- 1-я художественная выставка произведений искусств художников Замоскворецкого района (1922. Москва. «Старые дома». 1921; «Автопортрет». 1921; «Улица». 1920);
- 1-я русская художественная выставка в Берлине (1922);
- XIV международная выставка искусств в Венеции (1924);
- Международная выставка декоративного искусства и художественной промышленности в Париже (1925);
- Московский экслибрис.1926 (Москва. Дом Ученых. 1927)[20];
- Выставка гравюр В. Д. Фалилеева, И. А. Соколова, С. М. Колесникова, А. Г. Якимченко, М. А. Доброва (1927. Пермь. «Бегиманс (Фландрия)», гравюра сухой иглой на цинке, 1919; «Улица в Шеврезе», гравюра сухой иглой на цинке, 1919, «Монмартр» (Париж), гравюра сухой иглой на цинке, 1919; «В царстве труда», линогравюра, 1919; «Постройка моста», линогравюра в 2 доски, 1920; «Силуэт», линогравюра, 1920; «Город», линогравюра, 1920; «Брюгге (Фландрия)», гравюра офортом и акватинтой на цинке, 1924; «Брюгге (Фландрия)», офорт и акват. на цинке, 1924; «В ночлежке»,1924, офорт и акватинта на цинке; «Пристань в Рязани», офорт и акватинта на цинке, 1925; «Осень», офорт и акватинта на цинке, 1926; «Книжный знак», офорт и акватинта на цинке, 1926; «Зима», линогравюра в 3 доски, 1926; «Улица Москвы», линогравюра в 4 доски, 1927; «Этюд», линогравюра в 4 доски, 1927)[21];
- "Гравюра СССР за 10 лет (1917—1927) (1927. Москва. «Внутренность бегинажа», сухая игла, 1919; «Уголок двора», офорт., акв., 1922; «Брюгге. Дом Пеликанов», офорт., акв., 1927; «Облака», офорт., акв., 1922; «Силуэт художника», линогравюра, 1919; «Старая и новая Москва», линогравюра, 1919; «В царстве труда» (1920); «Площадь в Москве», цв. линогравюра в 4 доски, 1927)[22];
- «Русская ксилография за 10 лет» (1927. Ленинград);
- «Цветная ксилография и её приёмы и возможности» (1929. Москва).

## Книги, оформленные А. Г. Якимченко
- Кочеток и Курочка. — М.: И. Кнебель, 1910. — 10 с., ил.;
- Никита Кожемяка. — М.: И. Кнебель [Лит. Ф. Кейтель, 1911]. — [12] с., ил. (экспонировалась в 1914 году на Международной выставке печатного дела и графики в Лейпциге. № 90)[23];
- Лермонтов М. Ю. Иллюстрированное полное собрание сочинений М. Ю. Лермонтова / Ред. [и предисл.] В. В. Каллаша. Т. 1-6. — Москва: Печатник, 1914—1915. (иллюстрации к поэмам «Кавказский пленник», «Мцыри», «Герой нашего времени», стихотворениям «Чума», «Дума», «Выхожу один я на дорогу», сказке «Ашик-Кериб», драмам «Menschen und Leidenschaften», «Странный человек»);
- Богданов Т. Ф., Данилова А. Л., Морозов И. Н. Змей и цыган. Сказка / обл. А. Якимченко. — М.: С. В. Чефранов, 1916. — (Библиотека начинающего читателя) (?);
- Графика студийцев мастерской московского Пролеткульта. Выпуск Первый. [И единств.] / [Обл. А. Г. Якимченко]. — М.: Изд. Московского Пролеткульта, 1922. — 21 л.: ил.
- Евреинов Н. Н. Театрализация жизни: (Поэт, театрализующий жизнь) / обложка работы А. Г. Якимченко. — М.: Время, 1922. — 16 с.;
- Евреинов Н.Н. Театральные инвенции / обложка работы А. Г. Якимченко (?). — М.: Время, 1922. — 14, [2] с.;
- Евреинов Н. Н. Театр как таковой. Обоснование театральности в смысле положительного начала в жизни / Издание II-е, дополненное, под редакцией Петра Ярославцева; обложка работы А. Г. Якимченко. — М.: Время, 1923. — 111, [1] с.
- Всеобщий настольный календарь на 1924 год / обл. А. Якимченко. — М.: ГИЗ, 1923.

## Работа в кино
А. Г. Якимченко — один из авторов декораций к немому фильму «Смерть богов (Юлиан Отступник)», 1916, режиссёр Владимир Касьянов. Как пишет Ромил Соболев в книге «Люди и фильмы русского дореволюционного кино»: «Постановка действительно оказалась роскошной. Художники А. Якимченко, Н. Еленов, Н. Ефимов, А. Прево, И. Полушкин, П. Шепанский соорудили около Подольска целый античный город и разбили римский военный лагерь, построили настоящий флот. В массовках принимали участие по 3000 человек, одетых в тоги, хитоны и доспехи римских легионеров».